# ナガサキ (曲)
「ナガサキ」(Nagasaki) は、1928年に発表された、ハリー・ウォレンとモート・ディクソンによるジャズ・ソングで、ティン・パン・アレーのヒット曲として人気を博した。 馬鹿げた下品な歌詞の内容は、日本の港湾都市である長崎市とは、ほとんど無関係である。この曲は、「エキゾチック」な場所を歌い込んで人気を博した、アメリカ合衆国における一連のノベルティ・ソングのひとつで、その起源は1919年のアルバート・フォン・ティルザーのヒット曲「オー・バイ・ジンゴ」とされているが、「ナガサキ」の歌詞には、この原型への言及も盛り込まれている。さらに直接的な曲として、「On the Isle of Wicki Wacki Woo」が1923年にウォルター・ドナルドソンとガス・カーンによって書かれている。
1920年代後半から1940年代にかけても時期には、多数のビッグ・バンド・ジャズ楽団が「ナガサキ」をカバーし、この曲は今日でもジャズの即興演奏の基礎となる曲として人気がある。最も有名なカバーには、ベニー・グッドマン・カルテットによるものがある。この曲を演奏した人々の中には、ファッツ・ウォーラー、フレッチャー・ヘンダーソン、キャブ・キャロウェイ、ドン・レッドマン、ジャンゴ・ラインハルト、アドルフ・ロビンソン (Adolph Robinson)、ステファン・グラッペリ、チェット・アトキンスらがいた。ウィリー・ザ・ライオン・スミスは、そのキャリアを通してこの曲を演奏し、録音し続けたが、歌詞は、彼がヴォードヴィル時代に書き換えたものを使っていた。
リチャード・コーリスは、『タイム』誌への寄稿で、「ナガサキ」について次のように述べている。「さあ立ち上がってチャールストンを踊らなきゃという感じの決定版のような曲で、ウィレンの生き生きとしたシンコペーションは人々をダンスフロアへと導き、モート・ディクソンの歌詞は彼らをシングアロングへと駆り立てる。'Hot ginger and dynamite / There's nothing but that at night / Back in Nagasaki where the fellas chew tobaccy / And the women wicky-wacky-woo'」。

## 楽曲の使用
この曲は、数多くの映画のサウンドトラックに取り上げられており、特に「メジャー・バウアー」ことエドワード・バウアーの『Harmony Broadcast』で大きく取り上げられた。アニメーション映画における使用例としては、フィッツ・フレレングによる1937年のメリー・メロディーズの一作『Clean Pastures』や、モノに命を吹き込む (products come to life) 短編『September in the Rain』などがある。この短編のサウンドトラックは、後にボブ・クランペットによって1943年のワーナー・ブラザースのアニメーション映画『Tin Pan Alley Cats』に流用された。この曲はまた、ワーナー・ブラザースの映画『夢はあなたに (My Dream Is Yours)』でも取り上げられ、ドリス・デイが歌った。1970年代はじめには、オーストラリアの人気グループだったザ・キャプテン・マッチボックス・ウーピー・バンドが、頻繁にコンサートで取り上げ、また熱狂的なジャグ・バンドのスタイルによる演奏をデビュー・アルバム『Smoke Dreams』（1973年）に収録したことによって、この曲はリバイバルした。また、イギリスのコメディ・シリーズ『Jeeves and Wooster』ではヒュー・ローリーがこの曲を演奏し、ローリーはそのサウンドトラックCDにもこの曲を吹き込んだ。また、独立系の長編映画『Man of the Century』で大きく取り上げられたり、ウッディ・アレンの1994年の映画『ブロードウェイと銃弾』のナイトクラブの場面で短く使われたりもしている。さらに、テレビ・シリーズ『Sanford and Son』の第3シーズン、第13話「Wine, Women, & Aunt Esther」でも使われており、主人公たちの友人の一人が死んだのを受けて、レッド・フォックス演じるフレッド (Fred) は、仲間のグラディ (Grady)、スキレット (Skillet)、リロイ (Leroy) とともに、ラモント (Lamont) の願いに反して、ひと騒ぎするパーティーを開こうとする。フレッドは、楽しく生きようと決意し、居間の掃除をしながら「ナガサキ」の一部を口ずさむ。